# Soundproof
Soundproof è un film drammatico trasmesso dalla televisione britannica per la prima volta su BBC2 il 12 luglio 2006, scritto da Sukey Fisher (sotto lo pseudonimo di Joe Fisher). Diretto da Edmund Coulthard, il film è interpretato da Joseph Mawle come Dean Whittingham, un uomo completamente sordo accusato di omicidio e Susan Lynch nei panni di Penny, la sua interprete di lingua dei segni.

## Trama
Quando Chris Grover (Neil Stuke) cade dal balcone di un grattacielo del suo appartamento, sembra un omicidio. I sospetti all'inizio sembrano convergere sul coinquilino di Chris: Dean (Joseph Mawle) che è sordo. Penny (Susan Lynch) è l'interprete della lingua dei segni che viene chiamata per aiutare la polizia a interrogarlo. Ma quando Penny successivamente incontra Dean in un pub vicino, i due si imbarcano in una relazione segreta che rende l'imparzialità di Penny come interprete della polizia sempre più difficile da sostenere. Dean ha bisogno di Penny per dimostrare la sua innocenza, ma mentre le indagini della polizia continuano, Penny inizia a chiedersi se, dopo tutto, Dean sia effettivamente l'assassino.